# 远海梭子蟹
远海梭子蟹（学名：Portunus pelagicus）为梭子蟹科梭子蟹属的动物，俗稱市仔（蠘仔）（闽南语白话字：chhi̍h-á）、花腳市仔（花跤蠘仔）、藍花蟹、水蟹等。分布于日本、塔希提、菲律宾、澳大利亚、泰国、马来群岛、东非以及中国的东南沿海等地，生活环境为海水，常生活于水深10-30米的泥质或沙质海底。其生存的海拔范围为-30至-10米。

## 特徵
甲寬約15厘米。外殼的形狀接近長的六邊形，在前殼緣上排列有齒突，邊緣呈鋸齒狀。甲殼深綠色，有不規則的明亮白色花紋。 螯肢堅固，可以打碎貝殼用作食物。第2到第4足是步行足，第5足是鰭狀游泳足，可以像槳一樣運動，在水中自由運動。

## 生態
儘管因棲息地的不同而有所差異，產卵期大約是從春季到秋季，並且孵化的幼體會過著漂浮的生活。 幼體在約10天內轉變半成體，在約15天內轉變成幼蟹，並在深秋性成熟。 生活於內灣15m-50m的沙質泥漿底部，交配的季節和越冬時會移動到更深的區域。 精子在母蟹體內越冬，第二年產卵。 壽命約為2年。

## 應用

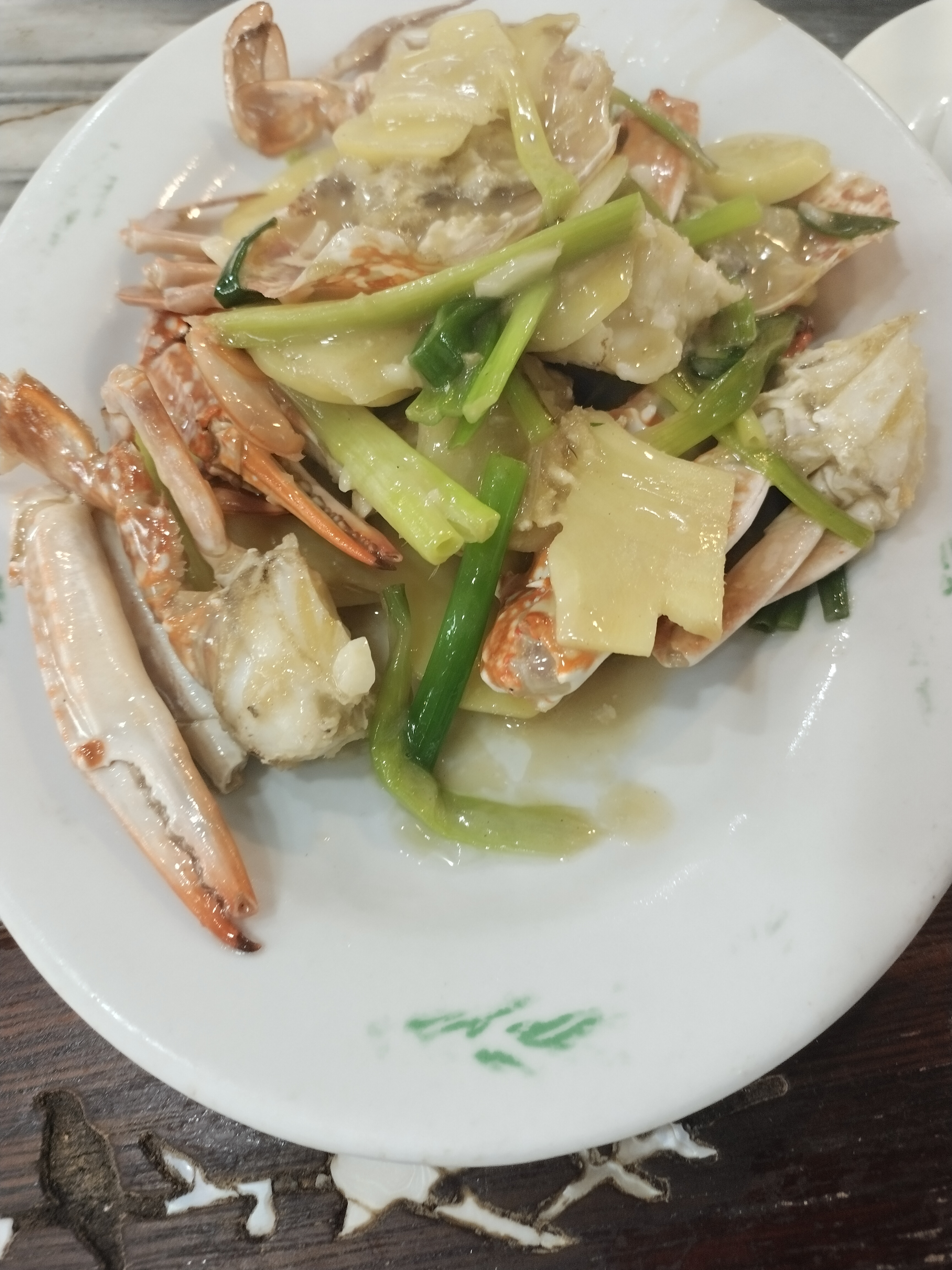
珠海一家海鲜餐厅的姜葱炒花蟹

像梭子蟹屬的其他物種一樣，一年四季均可捕獲。 雄性在夏季肉質豐富，而雌性在冬季的蟹膏（卵巢堵塞的情況）特別好，但是從夏季到秋季脫殼後個體細小。
可以使用於蒸，煮，油炸等。
远海梭子蟹體長可達77（30英寸），头胸甲長度為20（7.9英寸）